# Escuela de Agricultura de Sapporo

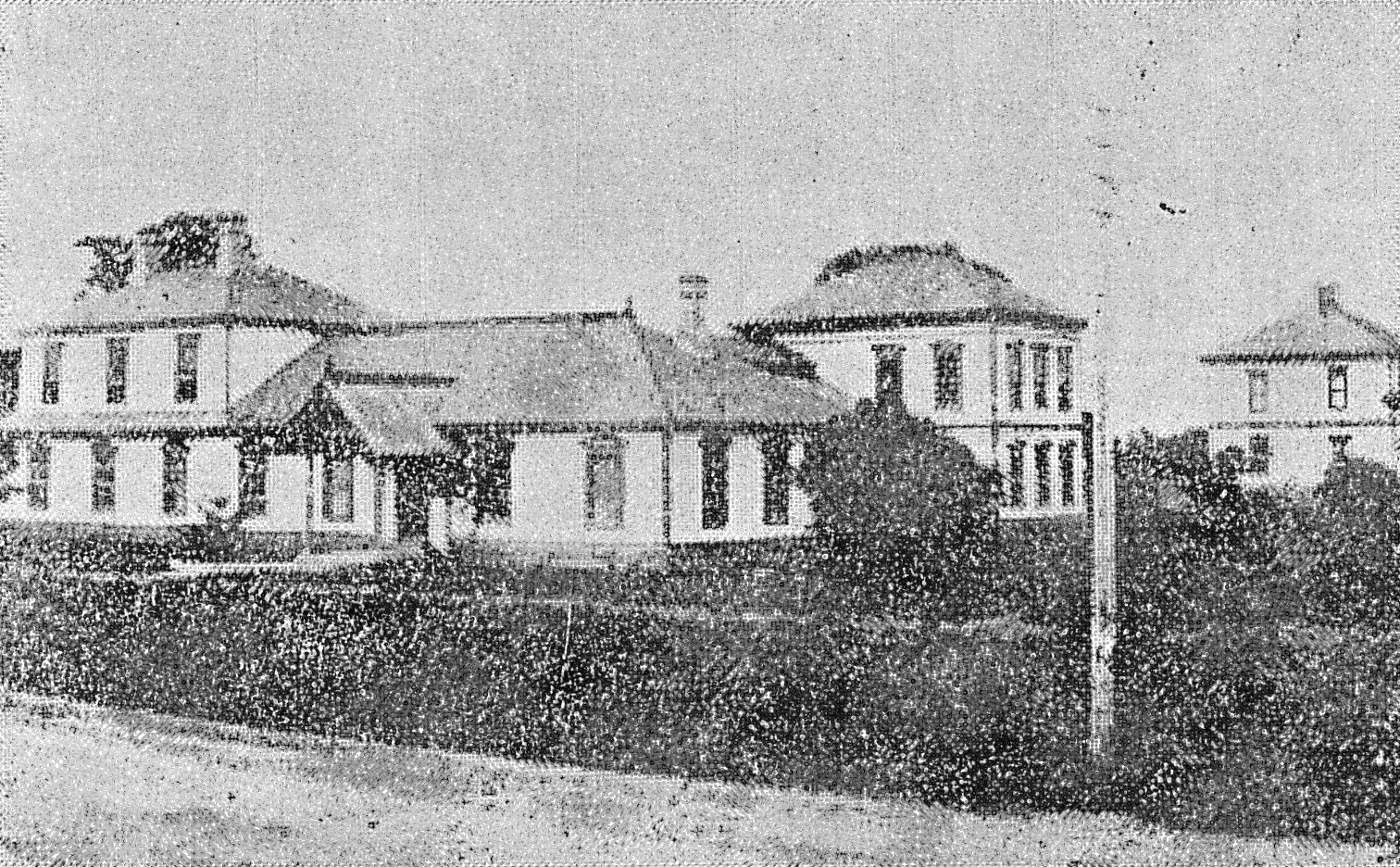
Escuela de Agricultura de Sapporo en 1880

La Facultad de Agricultura de Sapporo o Escuela de Agricultura de Sapporo  (札幌農学校 Sapporo nōgakkō?) fue una institución docente de Sapporo creada por el Kaitakushi, el gobierno local de Hokkaidō  por aquel entonces, con el fin de proporcionar una educación a los estudiantes que colonizaron Hokkaidō. Una vez establecida como una institución autónoma, entró a formar parte de la Universidad Imperial de Tohoku en 1907, y fue transferida a la Universidad Imperial de Hokkaido (la actual Universidad de Hokkaidō) en 1918. 

## Historia
Esta institución nació en 1876, con el nombre de Escuela Agrícola de Sapporo, habiendo sido antes la Escuela Provisional Kaitakushi (開拓使仮學校 Kaitakushi karigakko?), fundada en Tokio en 1872. 
Fue renombrada como Colegio de Agricultura de Sapporo un año después de su fundación. El primer director del centro fue Zusho Hirotake, y como vicepresidento fue contratado el Dr. William Smith Clark, graduado de Amherst College y presidente de la Escuela de Agricultura de Massachusetts. Clark solo impartió clases en Sapporo durante 8 meses, pero dejó una huella profunda en los estudiantes. Le siguió en el puesto William Penn Brooks, también de Amherst. Otro norteamericano, Cecil Peabody, impartiría matemáticas desde 1878 hasta 1882. 
En septiembre de 1907, se convertiría en la Facultad de Agricultura de la Universidad Imperial de Tohoku, en Sendai.
En abril de 1918, fue transferida a la recientemente fundada Universidad Imperial de Hokkaido.
Tras la derrota japonesa en la Segunda Guerra Mundial, la Universidad Imperial de Hokkaido fue renombrada como Universidad de Hokkaido en diciembre de 1947, nombre con el que permanece en la actualidad. Por tanto, la antigua Escuela de Agricultura de Sapporo es actualmente la Facultad de Agricultura de la Universidad de Hokkaido. 